# Daniel Laborne
Daniel Laborne (1902-1990) est un auteur de bande dessinée français. Dessinateur industriel de profession, il est surtout connu pour sa série humoristique Lariflette, qu'il a animée de 1939 à 1988, en particulier dans le quotidien régional Ouest-France.